# Павлов, Александр Борисович (поэт)
Алекса́ндр Бори́сович Па́влов (1950—2011) — российский поэт, журналист, переводчик, автор пяти поэтических книг. Член Союза писателей России, лауреат Премии имени Д. Н. Мамина-Сибиряка. Жил в г. Магнитогорске, работал в газете «Магнитогорский металл».

## Биография

### Детство и юность
Родился 11 января 1950 в г. Магнитогорске.
До 20 лет он проживал со своими родителями и старшим братом Владимиром в бараке № 3, в комнате № 3. Отец будущего поэта, Борис Петрович — рабочий коксохимического производства, в годы Великой Отечественной войны ушёл добровольцем в Уральский танковый добровольческий корпус. Вернувшись с фронта инвалидом, он столярничал на дому. Мать Вера Антоновна, бухгалтер — страстная поклонница поэзии, привившая любовь к ней обоим своим сыновьям.
«Брат Володя писал стихи, играл на гитаре, а мне всё время хотелось быть лучше брата», — вспоминает Александр Павлов. Учась в школе, Саша был записан сразу в пять библиотек, и уже в пятом классе сочинил своё первое стихотворение. В 1969 году семья Павловых понесла тяжёлую утрату: Владимир, работавший в рефрижераторном флоте (база приписки — Таллин) пропал без вести у острова Сааремаа.
В 1965 по окончании восьми классов школы № 41 Александр Павлов поступил в Магнитогорский индустриальный техникум на специальность прокатчика; по окончании учёбы работал вальцовщиком в Первом листопрокатном цехе Магнитогорского металлургического комбината. В свободное от основной работы время он занимался в городском литературном объединении, где его наставниками были поэты Н. Кондратковская и В. Машковцев.

### Начало литературной карьеры
В 1969 Александр Павлов начал заниматься в городском литературном объединении имени Б. Ручьёва. В том же году его стихи впервые были напечатаны в газете «Магнитогорский металл», а их автор за успехи в литературном творчестве был награждён именными часами. Дебют в центральной прессе молодому поэту принесла армия: проходя службу рядовым войск ПВО Советской Армии в 1970—1972 годах, Александр участвовал в литературных конкурсах журналов «Советский воин», «Старшина-сержант» и газет Уральского и Ленинградского военных округов, неоднократно становился их лауреатом. После демобилизации, в 1972 году, он начал работать литсотрудником в газете «Магнитогорский металл».
В 1973—1979 годах Павлов учился на заочном отделении Литературного института им. Горького (Москва), в творческом семинаре поэта В. Сидорова. Одновременно с зачислением на первый курс, он начал руководить литературным объединением «Магнит» Магнитогорского металлургического комбината, которому отдал два десятка лет своей жизни.
В 1975 году Александр Павлов участвовал в VI Всесоюзном совещании молодых писателей, в семинаре поэта В. Фёдорова. В 1976 в московском издательстве «Современник» 20-тысячным тиражом вышла его первая книга стихов «Предгорья». Наряду со стихотворениями, в неё вошла и поэма «Под созвездием Стали», воспевающая рабочие будни молодых металлургов и носящая автобиографический характер. Дебютный сборник не остался незамеченным: в том же году его автор был удостоен областной комсомольской премии «Орлёнок» и принят в Союз писателей СССР. В качестве поощрения Павлов был направлен в творческую командировку в Венгрию на I Венгерско-советский фестиваль молодёжи, серия очерков о котором принесла ему премию журнала «Журналист» и ценный подарок.
В 1982 в Южно-Уральском книжном издательстве (Челябинск) вышла вторая книга стихов Павлова «Пологий свет», в которую, помимо собственных стихов, вошли переводы произведений поэтов из различных союзных республик, а через год в московском издательстве «Современник» — его третья книга «Сверим время». В это время поэт увлёкся переводами поэтов из союзных республик, и в различных сборниках в Москве выходили его переводы с алтайского, лакского, лезгинского, абазинского, калмыцкого, чеченского, ингушского и других языков.

### Позднее творчество
С конца 80-х годов Александр Павлов сообща с поэтом В. Машковцевым занимается возрождением уральского казачества. В творчестве поэта всё чаще проявляется тема исторического наследия станицы Магнитной, достигшая апогея в цикле стихов «Прозрение». На стихи Павлова написано несколько казачьих песен, вошедших в репертуар многих хоровых коллективов.
В 1996 в жизни поэта произошло рубежное событие — при участии поэтессы Р. Дышаленковой в Южно-Уральском книжном издательстве вышла самая объёмная его книга — более чем 500-страничный «Город и поэт». Этот сборник, выпущенный 10-тысячным тиражом при содействии Магнитогорского металлургического комбината, стал своеобразным отчётом поэта за более чем четвертьвековую литературную деятельность.
В 2002 Александр Павлов был избран членом-корреспондентом Академии литературы, а спустя два года избран в состав правления Челябинского областного отделения Союза писателей России. В ноябре 2006 на VII конференции Ассоциации писателей Урала в Челябинске магнитогорский поэт был удостоен медали Всероссийской литературной Премии имени Д. Н. Мамина-Сибиряка с формулировкой «за стихи, воспевающие легендарную Магнитку, внёсшие значительный вклад в развитие уральской поэтической школы». В 2008 в серии «Литература Магнитки. Избранное» магнитогорского издательства «Алкион» вышла книга стихов Александра Павлова «С ярмарки еду», включившая ранее неопубликованные стихи поэта.
Скончался 22 октября 2011 года в Магнитогорске. Похоронен на Левобережном кладбище.

## Литературная деятельность
Центральной темой поэзии Александра Павлова является рабочая Магнитка, нравы её жителей, красота и древняя история уральского края. Его перу принадлежит целая серия венков сонетов. Помимо собственных стихотворений, Павлов работает над литературными переводами сочинений коллег из ближнего и дальнего зарубежья, регулярно выходящими в коллективных и авторских сборниках (на его счету — более 20 таких книг). Многие из стихов поэта стали песнями на музыку как местных авторов, так и известных композиторов.
За те годы, что Александр Павлов руководит городским литературным объединением, в нём выросло немало молодых талантливых поэтов и прозаиков, в том числе — В. Чурилин, В. Навдуш, А. Салов, С. Рыков. В 1996—2002 Павлов являлся членом координационного совета магнитогорского литературно-художественного журнала «Берег А», в 2001—2003 входил в жюри Всероссийского литературного конкурса имени К. М. Нефедьева, с 2004 входит в редколлегию журнала «Вестник Российской литературы», с 2005 — в редколлегию книжной серии «Литература Магнитки. Избранное», а с 2007 — в редколлегию книжной серии «Литература Магнитки. Контекст». До середины 2000-x годов под редакцией Павлова регулярно выходили сборники магнитогорских литераторов — членов литобъединения «Магнит» при газете «Магнитогорский металл», руководителем которого он являлся.
В 2001 Александр Павлов был членом редколлегии VI «Ручьёвских чтений», проводимых Магнитогорским государственным университетом. В Магнитогорском индустриальном техникуме (ныне — колледж), который закончил поэт, ныне регулярно проводятся посвящённые его творчеству Павловские чтения.

### Поэма
- Под созвездием Стали

### Циклы стихов
- Взрослость
- Горячие звёзды
- Горячий свет
- Звёздный дом
- Майский снег
- Окна в сад
- Окраины детства
- Полигоны
- Прозрение
- Растворите окно
- Серебряный колчан
- Симметрия
- Солнечная мельница
- Хлеб и сталь

### Венки сонетов
- Истоки (Совесть)
- Окна в сад
- Хлеб и сталь

### Стихотворные переводы
- с абазинского языка — Кали Джегутанов (стихи)
- с алтайского языка — Таныспай (Иван) Шинжин (стихи)
- с башкирского языка — Кадим Аралбаев, Равиль Бикбаев, Сайфи Кудаш (стихи)
- с ингушского языка — Хамзат Осмиев (сборник стихов «Время и люди»)
- с калмыцкого языка — Бося Сангаджиева (стихи)
- с лакского языка — Хабиб Курбанов (поэма «Мать»), Салимат Курбанова (сборник стихов «Пахлеван»)
- с латышского языка — Паул Старк (стихи)
- с лезгинского языка — Байрам Салимов (стихи)
- с татарского языка — Басыр Рафиков, Рамазан Сагалеев (стихи)
- с туркменского языка — Каканбай Курбанмурадов (стихи)
- с чеченского языка — Шайхи Арсанукаев, Алвади Шайхиев (стихи)
- с эрзянского языка — Иван Калинкин (стихи)

### Книги (автор)
1. 1976 — Предгорья (стихи). — Москва, «Современник», 144 с. Тираж: 20000 экз.
2. 1982 — Пологий свет (стихи и переводы). — Челябинск, Южно-Уральское книжное издательство, 63 с. Тираж: 5000 экз.
3. 1983 — Сверим время (стихи). — Москва, «Современник», 61 с. Тираж: 20000 экз.
4. 1996 — Город и поэт (стихи). — Челябинск, Южно-Уральское книжное издательство, 557 с. Тираж: 10000 экз. Составитель: Р. Дышаленкова. ISBN 5-7688-0682-2
5. 2008 — С ярмарки еду (стихи). — Магнитогорск, «Алкион», 60 с. Тираж: 1000 экз. ISBN 978-5-88311-037-4. Серия «Литература Магнитки. Избранное» (выпуск 24).

### Книги (редактор, составитель)
1. 1992 — Павелин В. Лазоревая даль (стихи). — Магнитогорск, «Магнит», 64 с. Редактор: А. Павлов. Тираж: 300 экз. ISBN 5-87864-002-3. Серия «Поэты Магнитки».
2. 1992 — Юферев В. Шиповник (стихи). — Магнитогорск, «Магнит», 64 с. Редактор: А. Павлов. ISBN 5-87864-003-1. Серия «Поэты Магнитки».
3. 1994 — Савицкий А. Стихи. — Магнитогорск, «АРС-Экспресс», 208 с. Редакторы: Л. Порохня, А. Павлов. Тираж: 1000 экз. ISBN 5-7114-0503-9
4. 2003 — По тонкому льду (коллективный сборник литобъединения «Магнит»). — Магнитогорск, «Алкион», 184 с. Составитель: А. Павлов. Тираж: 1000 экз.
5. 2004 — В кругу откровений (коллективный сборник литобъединения «Магнит», в 2-х книгах). — Магнитогорск, «Алкион», 140 и 136 с. Составитель: А. Павлов. Тираж: 1000 экз.
6. 2005 — Евдокимов В. Билет до луны. — Магнитогорск, «Алкион», 136 c. Составитель: А. Павлов. Тираж: 1000 экз.
7. 2005 — Рыков С. Моя хрустальная дорога. — Магнитогорск, «Алкион», 104 с. Составитель: А. Павлов. Тираж: 1000 экз.
8. 2005 — Тяпков Е. Буханка чёрного (повести, рассказы). — Магнитогорск, «Алкион», 180 с. Составитель: А. Павлов. Тираж: 1000 экз.
9. 2005 — Чурилин В. Слишком медленно движется время (стихотворения и поэма). — Магнитогорск, Магнитогорский дом печати, 308 с. Составитель: А. Павлов. Тираж: 1000 экз. ISBN 5-7114-0272-2
10. 2007 — Коновальчик Д. Песни от фонаря (стихи). — Магнитогорск, «Алкион», 92 с. Редактор: А. Павлов. Тираж: 200 экз. ISBN 978-5-88311-046-6
11. 2007 — Матора А. Философия и поэзия камня. — Магнитогорск, «Алкион», 144 с. Редактор: А. Павлов. Тираж: 1000 экз.

### Публикации

#### Стихи
1. Стихи. — «Урал» (Свердловск), 1972, № 2.
2. Стихи. — Каменный пояс. — Челябинск, Южно-Уральское книжное издательство, 1974.
3. Стихи. — «Молодая гвардия» (Москва), 1975, № 6.
4. Стихи. — «Урал» (Свердловск), 1975, № 12.
5. Стихи. — «Урал» (Свердловск), 1976, № 8.
6. Стихи. — Поэзия (альманах). — Москва, 1976, выпуск 16.
7. Стихи. — «Октябрь» (Москва), 1976, № 12.
8. Стихи. — Круг зари. — Челябинск, Южно-Уральское книжное издательство, 1977, с. 11—21.
9. Стихи. — «Юность» (Москва), 1977, № 4.
10. Стихи. — Каменный пояс. — Челябинск, Южно-Уральское книжное издательство, 1979.
11. Стихи. — Вдохновение (альманах). — Москва, 1979.
12. Стихи. — Поэзия (альманах). — Москва, 1979.
13. Стихи. — «Москва» (Москва), 1980, № 4.
14. Стихи. — Голоса на рассвете (сборник стихотворений молодых поэтов). — Москва, 1981.
15. Стихи. — Молодые голоса (сборник стихов русских советских поэтов). — Москва, 1981.
16. Стихи. — «Звезда» (Москва), 1983, № 4.
17. Стихи. — Русская советская поэзия Урала (антология). — (Свердловск), 1983.
18. Стихи. — Хлеб насущный (сборник стихотворений). — Челябинск, 1983.
19. Стихи. — «Круг зари» (стихи, очерки, рассказы). — Челябинск, Южно-Уральское книжное издательство, 119 с.
20. Стихи. — Каменный пояс. — Челябинск, Южно-Уральское книжное издательство, 1987.
21. «И снова марш, заплёскивая душу»… (стихотворение). — «Магнитогорский металл», 14 мая 1994, с. 2.
22. Ходит Сталин по Магнитке (стихотворение). — «Магнитогорский металл», 6 июня 1998, с. 16.
23. Стихи. — Душевные искры. — Москва, Металлургиздат, 2000.
24. Газета (стихотворение). — «Магнитогорский рабочий», 29 января 2000, с. 1.
25. Стихи. — VI Ручьёвские чтения (сборник материалов межвузовской научной конференции). — Магнитогорск, 2001, т. I, с. 33—37.
26. Стихи. — Область вдохновения. Том 2. Поэзия. — Челябинск, Южно-Уральское книжное издательство, 2003.
27. Город и поэт. — «Вестник Российской литературы» (Москва), 2004, № 1, с. 77—79.
28. «Я в жизни не встречал кота…» (стихотворение). — Современный литературно-библиографический справочник. — Челябинск, Издательский дом «Светунец», 2005, с. 278.
29. 602-й. — «Вестник Российской литературы» (Москва), 2005—2006, № 4—5, с. 179—180.
30. «Он за Отчизну встал стеной…» (стихи). — «Магнитогорский металл», 22 февраля 2007, с. 12.
31. Где вскипает металл (стихотворение). — «Вестник Российской литературы» (Москва), 2007, № 8—9, с. 143.
32. Стихи. — Глашатаи Магнит-горы Next. — Магнитогорск, 2009, с. 32—38.
33. Стихи. — «Вестник Российской литературы» (Москва), 2009, № 13—14, с. 116—119.
34. Когда в союз вступают свет и тьма (стихи). — «Магнитогорский металл», 25 октября 2011. — Веб-ссылка

#### Статьи и очерки
1. «Тёплый ключ» (о книге Н. Кондратковской). — «Магнитогорский металл», 17 ноября 1973.
2. Добрый друг и наставник (к 70-летию Н. Кондратковской). — «Магнитострой» (Магнитогорск), 16 ноября 1983.
3. Необычное видя в обычном (рецензия на книгу В. Машковцева «Оранжевая магия»). — «Челябинский рабочий», 28 октября 1984.
4. Ощущение тайны (вступительная статья). — Воскобойникова И. Подснежники. — Магнитогорск, типография Лицея РАН, 1996, с. 3—4.
5. Юности сиреневые слёзы (о творчестве А. Турусовой). — «Магнитогорский металл», 7 декабря 1996.
6. Крепкие крылья (вступительная статья). — Навдуш В. Координаты сердца. — Магнитогорск, 2000, с. 3—4.
7. Слово об авторе. — Тюнькин А. Кладенец. — Магнитогорск, 2000, с. 3.
8. Он с нами… (о К. Нефедьеве) — «Магнитогорский металл», 14 апреля 2001, с. 3.
9. Когда не молчат музы (об И. Варламове). — «Магнитогорский металл», 23 августа 2001, с. 4.
10. И вновь — о конкурсе (о Литературном конкурсе имени К. М. Нефедьева). — «Магнитогорский металл», вкладка «Магнитогорск литературный», 6 сентября 2001, с. 1.
11. Предисловие. — Цыганков В. Так и живём (стихи). — Магнитогорск, Издательство МаГУ, 2002.
12. Всегда в пути (вступительная статья). — Салов А. Мой друг Плешнер. — Магнитогорск, «Алкион», 2002. — с. 5.
13. Песня льётся как сталь (о городском конкурсе песни). — «Аргументы и факты — Челябинск», 18 декабря 2002. — Веб-ссылка
14. К последнему декабрю… (о Ю. Костареве) — «Магнитогорский металл», 18 января 2003.
15. Инвестиции в будущее нашей культуры. — «Магнитогорский металл», 4 февраля 2003.
16. Вторая родина Эвальда Риба. — «Магнитогорский металл», 8 февраля 2003.
17. Полёт в строке (вступительная статья). — Навдуш В. Войди в мой дом. — Магнитогорск, «Алкион», 2003, с. 4.
18. Утрата традиции. — «Южный Урал» (Челябинск), 2004, № 3, с. 280—283.
19. Его судьба и время (о В. Чурилине). — «Южный Урал» (Челябинск), 2004, № 3, с. 265—266.
20. Его судьба и время (о В. Чурилине). — «В кругу откровений» (коллективный сборник литобъединения «Магнит»). Магнитогорск, «Алкион», 2004, с. 4—5.
21. Поворот пейзажа (рецензия на книгу Г. Лещинской). — «Магнитогорский металл», 1 апреля 2004.
22. Зависть (очерк). — Современный литературно-библиографический справочник. — Челябинск, Издательский дом «Светунец», 2005, с. 228—230.
23. Инвестиции в духовность (очерк).— «Имидж» (Магнитогорск), 2005, № 1, с. 20—22.
24. Услышать молчание народа (у писательницы Риммы Дышаленковой в этом году было два знаменательных события). — «Магнитогорский металл», 1 сентября 2005. — Веб-ссылка (недоступная ссылка)
25. Горько было смотреть (о телесериале «Есенин»). — «Магнитогорский металл», 29 ноября 2005. — Веб-ссылка
26. Вглядись в себя, военный прозаик (открытое письмо О. Хандусю). — «Магнитогорский металл», 27 декабря 2005.
27. «Песен, доктор, раздольных песен!..» (о поэзии Александра Лаптева). — Лаптев А. Пора недоспанных ночей. — Магнитогорск, Издательство МаГУ, с. 6—8.
28. «Металл» презентует. Книголюбам — новая книжная серия «Литература Магнитки. Избранное». — «Магнитогорский металл», 13 апреля 2006. — Веб-ссылка (недоступная ссылка)
29. Облака Сергея Рыкова. — «Магнитогорский металл», 27 июня 2006.
30. Яркая палитра духовных исканий (Союзу магнитогорских художников — 70 лет). — «Магнитогорский металл», 12 октября 2006. — Веб-ссылка
31. Философ камня (об А. Маторе). — «Магнитогорский металл», 17 октября 2006. — Веб-ссылка
32. Чем наше слово отзовется (писатели Урала пытаются достучаться до сердец соотечественников). — «Магнитогорский металл», 14 ноября 2006. — Веб-ссылка
33. Ветрам наперекор (80-летие Николая Воронова в Магнитогорском краеведческом музее). — «Магнитогорский металл», 23 ноября 2006. — Веб-ссылка (недоступная ссылка)
34. Печать профессионализма (о книгах Е. Холодовой). — «Магнитогорский металл», 18 января 2007. — Веб-ссылка
35. Волшебство сокровенного слова (о Р. Дышаленковой). — «Западно-Восточный Альянс» (Магнитогорск), 2007, № 2, с. 45.
36. Смотр сил (о творческой встрече авторов «Вестника Российской литературы»). — «Магнитогорский металл», 28 июля 2007, с. 12.
37. Синтез эпох (о книге «Магнитка молодая»). — «Магнитогорский металл», 4 августа 2007, с. 2. — Веб-ссылка
38. Бенефис «актёра в законе» (о В. Титове). — «Магнитогорский металл», 16 августа 2007, с. 5.
39. Казачьи сказки Владилена Машковцева. — «Магнитогорский металл», 11 сентября 2007, с. 7.
40. По местам пассионариев (о поездке в Белорецк). — «Магнитогорский металл», 18 сентября 2007, с. 6.
41. Свет далёкий (о творчестве Риммы Дышаленковой). — VIII Ручьёвские чтения. Изменяющаяся Россия в литературном дискурсе: исторический, теоретический и методологический аспекты (сборник трудов международной научной конференции). — Магнитогорск, 2007, с. 278—280.
42. «…И губернатору поэзия близка» (интервью с Ю. Ильясовым). — «Магнитогорский рабочий», 28 ноября 2007.
43. Дежурный толкач Ромазана (очерк о Н. Алфёрьеве). — «Вестник Российской литературы» (Москва), 2007, № 8—9, с. 135—138.
44. Поэт откровения (о Н. Крылове). — «Магнитогорский металл», 16 августа 2008, с. 12. — Веб-ссылка
45. «И сомкнулся круг времён…» (о литературных чтениях, посвящённых Году поэзии). — «Магнитогорский металл», 30 октября 2008. — Веб-ссылка
46. «Тайная грусть» (о книге Н. Кондратковской). — «Магнитогорский металл», 24 января 2009. — Веб-ссылка
47. И в кризис пишутся стихи (о книге С. Рыкова «Случайный прохожий»). — «Магнитогорский металл», 6 июня 2009. — Веб-ссылка
48. О книге «Случайный прохожий» Сергея Рыкова. — «Большая медведица» (Екатеринбург), май-июнь 2009. — Веб-ссылка
49. Заслуженное признание (о В. Титове). — «Магнитогорский металл», 25 июля 2009, с. 12. — Веб-ссылка
50. Книга, деньги и компьютер (о фестивале «Время читать»). — «Магнитогорский металл», 27 февраля 2010. — Веб-ссылка
51. На пути к антологии. — «Магнитогорский металл», 18 мая 2010, с. 5. — Веб-ссылка
52. Жизнь с ожиданием чуда (о Г. Бондареве). — «Магнитогорский металл», 17 августа 2010. — Веб-ссылка
53. «…И блистают миры впереди…» (о Юрии Ильясове). — «Магнитогорский металл», 4 сентября 2010. — Веб-ссылка
54. Высокое откровение (предисловие). — Калугин В. «Бродячий пёс». — Магнитогорск, «Алкион», 2011. — с. 5.
55. Грани света и тепла (предисловие к подборке стихов В. Калугина). — «Магнитогорский металл», 4 июня 2011. — Веб-ссылка

### Литературная основа музыкальных произведений
- Вокальный цикл «Магнитогорский шансон» (композитор А. Мордухович) — в CD-альбоме «Я — память, мне время подвластно…» (Магнитогорск, студия «MagicMix», 2005):
  1. Возвращение (4:00)
  2. Свет в конце тоннеля (2:50)
  3. Заводская сирень (4:05)
  4. Песня журналистов (2:30)
  5. Европа — Азия (2:04)
  6. Память (2:57)
  7. Казачий круг (3:20)
- Три альбома магнитогорского композитора Сергея Гаврилевича («Храм на Любви», «Прозрачные ворота», «Здравствуй и… прости!»; все — 2011 год), значительная часть песен в которых написана на стихи Александра Павлова.

## Звания
- Член правления Челябинского областного отделения Союза писателей России (2004)
- Член-корреспондент Академии литературы (2002)
- Подъесаул Оренбургского казачьего войска (1992)

## Награды
- Медаль имени Антона Чехова, учреждённая Союзом писателей г. Москвы (2009)
- Премия имени Д. Н. Мамина-Сибиряка — «за стихи, воспевающие легендарную Магнитку, внёсшие значительный вклад в развитие уральской поэтической школы» (2006)
- Областная комсомольская премия «Орлёнок» за книгу стихов «Предгорье» (1976)
- Почётный диплом и ценный подарок журнала «Журналист» за очерки о Венгрии (1976)
- Медаль «Серебряный крест» за активное участие в возрождении Оренбургского казачества
- Медаль «За доблестный труд в ознаменование 100-летия со Дня рождения В. И. Ленина» (1970)

## Мемориал
В декабре 2011 Александру Павлову была посмертно присуждена награда в номинации «Персона в журналистике» VI городского конкурса средств массовой информации «Город и мы». В ноябре 2015 на доме № 31 по улице Труда, где поэт жил с 1987 по 2001 годы, была торжественно установлена мемориальная доска в его честь.

## Интересные факты
- До 3-го класса юный Саша Павлов был абсолютно равнодушен к поэзии. Переломным моментом в жизни будущего поэта стал 10-й день рождения, на который мать подарила ему двухтомник Лермонтова. «Перед сном я начал листать. Том с прозой сразу отложил. И вот тут-то мир поэзии увлек меня. Низкий поклон тебе, мама, за этот небесный дар!» — вспоминает Александр Павлов[5].
- Первое из своих стихотворений А. Павлов сочинил в 11 лет:

У меня под окном
полыхают огнём
листья маленькой яблоньки дикой.
А вокруг — тополя,
и желтеет земля
от полученной дани великой…
- Многие из своих статей в «Магнитогорском металле» Александр Павлов подписывал как «А. Борисов».
- 557-страничная книга Александра Павлова «Город и поэт» является самым объёмным сборником стихов одного автора, когда-либо издававшимся в Магнитогорске.